# 飛馬座IK
飛馬座IK（亦作HR 8210）是位於飛馬座的聯星系統，距離太陽系約150光年。由于视星等仅为6.078等，只有理想状况下才能用肉眼勉强看到。
該聯星系統的主星（飛馬座IK A）是一顆主序星，光譜分類屬A型，其光度波動不大。在分類上，它屬矮造父變星，光度變化每天會重複22.9次。而伴星（飛馬座IK B）則為一顆已脫離主序星階段，並已停止以核聚變產生能量的大質量白矮星。兩顆恆星平均距離3,100萬公里（0.21 AU），比水星和太陽之間的距離還要短。
飛馬座IK B是已知最有可能演變為超新星的恆星。人們估計，當主星演化成紅巨星時，其半徑足以令伴星從主星的氣態外層吸積物質。當伴星累積的質量接近錢德拉塞卡極限（太陽質量的1.38倍）時，便有機會演化成Ia超新星。

## 觀測
波恩星表於1862年即錄有該系統，編號為BD +18°4794B。之後該系統又被紀錄在爱德华·皮克林1908年的亮星星表中，編號為HR 8210。今天所用的「飛馬座IK」編號是根據弗里德里希·阿格兰德採用的變星命名法命名的。
飛馬座IK的光譜中有著雙星系統的吸收譜線特徵。這種特徵包括光譜線的變動，這種波長的變動是在雙星交互接近和遠離觀測者時所產生的多普勒效應造成的。通過測量波長變動的程度，儘管不能在望遠鏡觀測上分辨出兩者，天文學家至少能夠判斷其中一顆星的公轉速率。
1927年，加拿大天文學家威廉·哈珀（William Harper）利用這種方法測量了該雙星系統的單個譜線的波動，並得出週期為21.724天。他最先估計的軌道離心率為0.027。（之後估算得出的數值幾乎為零，也就是正圓形的軌道。）其速率的波幅為41.5 km/s，也就是主星沿著太陽系視線的最高速率。
飛馬座IK系統與地球的距離能夠通過在地球圍繞太陽公轉時，測量視差而得出。依巴谷卫星以高精度測量了其視差，並估計出150±5光年的距離。衛星同時測量了該系統的自行——飛馬座IK在天球上實際移動的微小角度變化。
結合系統的距離和自行，能夠用來計算飛馬座IK的橫向速度：16.9 km/s；而系統光譜的平均紅移（或藍移）度則可以用來計算徑向速度。《星體徑向速度總錄》紀錄該系統的徑向速度為-11.4 km/s。徑向、橫向速度結合後，能夠用於計算系統相對於太陽的空間速度：20.4 km/s。
哈勃太空望遠鏡曾經拍攝並嘗試將系統的兩顆星分辨出來，但是兩者距離實在太相近而無法分辨。最近由位於太空的極紫外探測器進行的測量得出了更加準確的軌道週期：21.72168 ± 0.00009天。系統的軌道傾角相對地球的視線幾乎為90°（完全側向），因此有可能能夠觀察到雙星互相掩食。

## 飛馬座IK A
赫羅圖是顯示一群恆星的光度與色指數的圖表。飛馬座IK A目前是一顆主序星。主序星在赫羅圖中是一群幾乎分佈在對角線上的恆星，以氫的核聚變反映產生能量。然而，飛馬座IK A在赫羅圖中的位置處於被稱為不穩定帶的垂直帶區，此處的恆星在光度上有週期性的波動。
這種波動是由κ機制（κ mechanism）造成的。恆星一部分外層大氣層的吸光度由於某些元素的電離而上升。這是因為原子在失去一顆電子後，其吸收能量的機率會更高。上升了的吸光度導致溫度的提升，以致大氣層膨脹；大氣層膨脹後離子數降低，溫度下降後大氣層再次縮小回歸原樣。這種膨脹縮小的週期導致恆星在光度上的規律性波動。

飛馬座IK的主星（左）、伴星（中下）以及太陽（右）的大小比較圖。

位於不穩定帶的主序星稱為矮造父變星。矮造父變星的類別一般在A2到F8之間，光度級在III（次巨星）到V（主序星）之間。它們是短週期變星，其規律性脈動週期從0.025到0.25天不等。矮造父變星的組成元素與太陽相似（見第一星族），質量介乎1.5至 2.5太陽質量。飛馬座IK A的脈動率為每天22.9次，等於每週期0.044天。
天文學家把金屬量定義為恆星內部比氦重的化學元素比例。要測量金屬量，科學家先分析恆星大氣層的光譜，然後與計算出的恆星模型進行比對。飛馬座IK A的金屬量為[M/H] = +0.07 ± 0.20。這種表示法取金屬元素量與氫元素量之比的對數，再減去太陽的元素比對數。（恆星如果和太陽有相同的金屬組成比例，則該數值為零。）該對數數值若為0.07，恆星的實際金屬量比例就會是1.17，也就是它比太陽多出17%的金屬元素。不過這一數值的誤差是相對較高的。
飛馬座IK A等A型恆星的光譜中有著很強的巴耳末系譜線，以及金屬離子的吸收譜線，包括鈣離子（Ca II）的K譜線，波長為393.3 nm。飛馬座IK A的光譜被歸類為邊緣Am型（或「Am:型」），意為其特性符合A型光譜，但在邊緣上存在金屬量。也就是說，恆星大氣層有著稍稍偏強的金屬同位素吸收譜線。這一類Am型恆星通常擁有一個質量相當的伴星，飛馬座IK A便有這麼一顆伴星。
擁有A型光譜的恆星溫度、質量都比太陽要高。這使得它們作為主序星的壽命相對較短。一顆質量與飛馬座IK A相似的恆星（1.65太陽質量）作為主序星的壽命為2至3 × 109年，相當於太陽目前年齡的一半。
相對年輕的河鼓二是与太陽質量相似，並最接近飛馬座IK A的恆星，它的質量估計為太陽的1.7倍。整個聯星系統與附近的天狼星系統相近，其中天狼星系統的主星為A型，伴星為白矮星。不過，天狼星A比飛馬座IK A質量要大很多，系統的軌道也大很多，半長軸為20天文單位。

## 飛馬座IK B
這聯星系統的伴星是一顆白矮星。這一類恆星已經到達了恆星演化的晚期，並不再進行核聚變製造能量。在正常情況下，白矮星會把殘留的熱量輻射出去，在數十億年的時間內逐漸降溫。

### 演化
幾乎所有中低質量恆星（質量小於太陽的9倍）在用盡其熱核燃料後，最終都會成為白矮星。這些恆星在製造能量的這段時間主要都是主序星，其在主序停留的時間取決於質量的大小：質量越高則壽命越短。因此，已經成為白矮星的飛馬座IK B，它一定曾比A星質量要高，人們猜想它的前身有著太陽5倍到8倍的質量。
當飛馬座IK B的氫燃料用盡的時候，它變成紅巨星。這時恆星的內核縮小到一定的程度，導致氦核外層的氫也開始進行核聚變。這個溫度的提升使外層物質膨脹到原先作為主序星時的幾倍大小。當星核達到一定的溫度時，內部的氦開始進行核聚變，恆星再次縮小，成為水平分支恆星。這一類恆星在赫羅圖上呈一水平線。氦進行核聚變後，形成了由碳和氧組成的惰性星核。星核中的氦用盡後，外層的氦開始連同氫一起進行核聚變，天文學家稱之為渐近巨星分支（AGB）。（這條分支在赫羅圖上朝向右上角。）如果恆星的質量夠高，可以在星核開始碳核聚變，產生氧、氖和鎂。
紅巨星或AGB恆星的外層可以膨脹到太陽半徑的幾百倍，例如脈動中的AGB恆星蒭藁增二便有5 × 108 km（3 A.U.）的半徑。這遠遠超過了目前飛馬座IK聯星間的距離，因此在那段時期，兩顆星位處同一個物質包層之內。這可能導致飛馬座IK A的大氣層得到了額外的同位素。

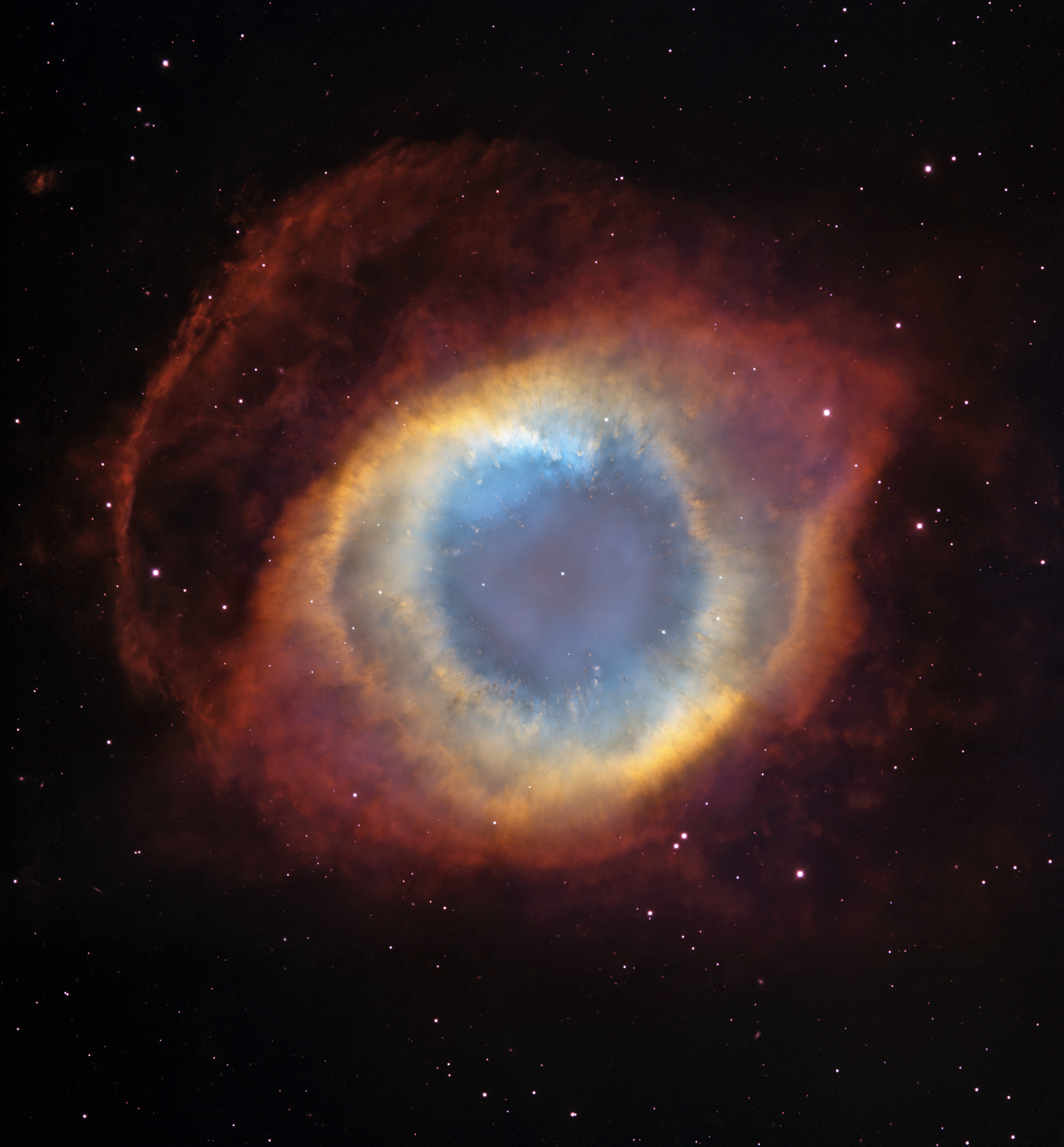
螺旋星雲是恆星演變為白矮星時形成的。（照片來自NASA及ESA）

在氧-碳（或氧-鎂-氖）星核形成一段時間後，兩層與星核呈同心球殼的氣層便會分別開始進行核聚變。氫燃燒發生在外殼層，而氦燃燒則在包裹著惰性星核的殼層中發生。但是這一雙殼層燃燒階段是不穩定的，因此會產生熱力脈沖，以致恆星外層向外大量噴射物質。這些噴射出來的物質形成一團龐大的雲體，稱為行星狀星雲。恆星的氫外層幾乎整個被吹走，只留下一個主要由原先惰性星核組成的白矮星。

### 組成和結構
飛馬座IK B的內部可能完全由碳和氧組成，但如果其前身曾進行過碳燃燒過程的話，它就可能擁有由氧和氖組成的星核，以及富含碳和氧的幔。無論是以上的哪一種可能性，飛馬座IK B的大氣層幾乎完全由氫組成，因此它的恆星分類為DA型。由於氦的原子量更高，因此任何在外層的氦都已沈澱在氫層之下了。整個恆星的質量是由電子簡併壓力支撐住的，這種量子力學效應限制能夠擠進給定空間內的物質數量。

圖表顯示白矮星的半徑與質量的理論關係。綠色的曲線是根據相對論性電子氣體模型得出的。

飛馬座IK B的質量為太陽的1.15倍，是一顆高質量白矮星。儘管人們還沒有直接測量其半徑，但是數值能夠根據白矮星質量與半徑之間已有的理論關係來推算出來，約為太陽半徑的0.60%。（另一文獻中的計算值為0.72%，因此目前仍有誤差的存在。）如此一來，這顆恆星把超過太陽的質量壓縮到與地球相當的空間以內，所以其密度極高。
白矮星質量高、體積小的特性使得它的表面重力非常強。這個數值表達為重力（以厘米-克-秒制單位表達）的十進制對數，亦即log g。飛馬座IK B的log g值為8.95。對比之下，地球的log g值為2.99，也就是說飛馬座IK B的表面重力是地球的90萬倍以上。
飛馬座IK B的表面溫度估計約為35,500 ± 1,500 K，因此它是個強紫外線輻射源。在正常情況下，這顆白矮星會在未來的至少10億年內繼續降溫，而其半徑則基本會保持不變。

## 未來的演化
在1993年的一篇論文中，David Wonnacott、Barry J. Kellett和David J. Stickland指出飛馬座IK是可能演化為Ia超新星或激變變星的聯星系統。系統距離地球150光年，因此是目前已知最接近地球的潛在超新星。然而，當它真正成為超新星時，其與地球的距離將會大大拉遠，但仍可能對地球構成威脅。

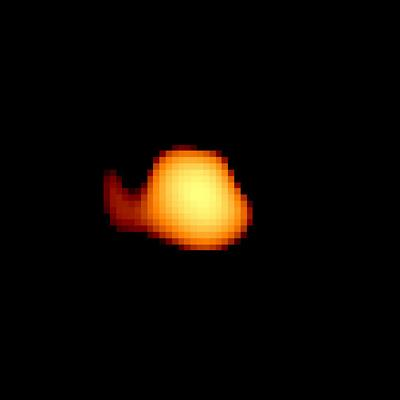
圖為位於渐近巨星分支（AGB）的蒭藁增二，由哈勃太空望遠鏡拍攝。（圖片來自NASA）

未來的飛馬座IK A會用盡其核心的氫燃料，並開始離開主序星階段，成為一顆紅巨星。其半徑將會增大一百倍（甚至更多）。當膨脹到其伴星的洛希瓣處時，白矮星伴星的周圍會形成一個氣體吸积盘。這些主要由氫和氦組成的氣體會吸積在伴星的表面上。這種聯星之間的物質轉移會導致兩者距離的縮短。
吸積在白矮星表面上的氣體會被壓縮、加熱，最終達致進行氫核聚變的所需條件，並導致熱失控。這會射出其表面的一部分氣體，並造成復發性新星爆炸（激變變星）。這時這顆白矮星的光度會迅速增加數個視星等，且持續幾天甚至幾個月的時間。由一顆紅巨星和一顆白矮星組成的聯星系統蛇夫座RS便是這麼一個例子。蛇夫座RS已進行復發性新星爆炸至少六次，每次都因吸積足夠的氫質量而造成。
飛馬座IK B也可能會演變到這一階段。要積累足夠的質量，每次物質的噴發只會射出一部分吸積而來的氣體，這才能夠保證白矮星的質量在每個週期後能夠穩定地增長。所以，就算飛馬座IK B成為了復發性新星，其外層仍然能夠不斷積累物質而增長。
另一個稱為密近雙星超軟X射線源的模型允許白矮星的質量穩定積累，而不爆發為新星。在這種情況下，向密近的白矮星伴星的質量傳輸率能夠保證其表面的氫核聚變能夠穩定持續地進行，並形成氦。這一類超軟X射線源中的白矮星擁有高質量、高表面溫度（0.5 × 106至1 × 106 K）。
一旦白矮星的質量達到了錢德拉塞卡極限（太陽質量的1.38倍），電子簡併壓力便無法再支撐其自身的重量，白矮星便會坍塌。如果其星核主要由氧、氖和鎂組成，那這顆白矮星就很可能會形成中子星，並射出其質量的一小部份。而如果星核由碳和氧組成，則白矮星達致錢德拉塞卡極限前，其高密度、高質量的星核中心的碳就會開始進行核聚變。這會導致失控的核聚變反應，在短時間內消耗恆星的一大部份質量。這種反應導致Ia超新星爆發，並使恆星在爆發中解體。
如此的超新星爆發足以對地球上的生命造成威脅。科學家判定飛馬座IK A在不久的將來還不會發展成為紅巨星。上文講述，這顆星相對太陽的空間速度為20.4 km/s，相等於每14,700年移動1光年。在5百萬年後的未來，飛馬座IK A將會與太陽相距超過500光年。任何位於一千秒差距（3300光年）以內的Ia超新星爆炸都可能影響地球，但距離要到10秒差距（30光年）左右，才可能對地球生物圈構成重大的危害。
在超新星爆炸之後，系統中的物質給予體（飛馬座IK A）將會以爆炸前的最終速率移動。這種速度可以高達100至200 km/s，使該星成為銀河系中的速逃星之一。伴星也會在爆炸中失去一定的質量，並在膨脹中的爆炸殘留物質中形成空缺。它最終會演化成一顆白矮星。爆炸產生的超新星遺跡最終會與其四周的星際物質合為一體。

## 備註
1. ↑  絕對星等Mv的表達式為：
Mv = V + 5(log10 π + 1) = 2.762
其中V為視星等，π為視差。見：
Tayler, Roger John. . Cambridge University Press. 1994: 16. ISBN 0-521-45885-4.
2. ↑  根據：
{\displaystyle {\begin{smallmatrix}{\frac {L}{L_{sun}}}=\left({\frac {R}{R_{sun}}}\right)^{2}\left({\frac {T_{eff}}{T_{sun}}}\right)^{4}\end{smallmatrix}}}
其中L為光度，R為半徑，Teff為溫度。見：
Krimm, Hans. . Hampden-Sydney College. 1997-08-19  [2007-05-16]. （原始内容存档于2003-05-08）. （页面存档备份，存于）
3. ↑  淨自行量的表達式為：
{\displaystyle {\begin{smallmatrix}\mu ={\sqrt {{\mu _{\delta }}^{2}+{\mu _{\alpha }}^{2}\cdot \cos ^{2}\delta }}=77.63\,\end{smallmatrix}}} mas/y.
其中{\displaystyle \mu _{\alpha }}和{\displaystyle \mu _{\delta }}分別為自行的RA和Dec.部分。最終橫向速度為：
Vt = μ·4.74 d (pc) = 16.9 km.
其中d(pc)為距離，單位為秒差距。見：
Majewski, Steven R. . University of Virginia. 2006  [2007-05-14]. （原始内容存档于2012-01-25）. Archive.today的存檔，存档日期2012-01-25
4. ↑  根據畢氏定理，淨速度為：
{\displaystyle {\begin{smallmatrix}V={\sqrt {{V_{r}}^{2}+{V_{t}}^{2}}}={\sqrt {11.4^{2}+16.9^{2}}}=20.4\,\end{smallmatrix}}} km/s.
其中{\displaystyle V_{r}}為徑向速度，{\displaystyle V_{t}}為橫向速度。
5. ↑  白矮星的質量集中分佈在0.58個太陽質量左右，而且只有2%（見：
Holberg, J. B.; Barstow, M. A.; Bruhweiler, F. C.; Cruise, A. M.; Penny, A. J. . The Astrophysical Journal. 1998, 497 (2): 935–942. Bibcode:1998ApJ...497..935H. doi:10.1086/305489.）的白矮星質量超過1個太陽質量。
6. ↑  R* = 0.006·(6.96 × 108) ≈ 4,200 km.
7. ↑  地球的表面重力為9.780 m/s2，即等於978.0 cm/s2（厘米-克-秒單位制）。因此：
{\displaystyle {\begin{smallmatrix}\log \ \operatorname {g} =\log \ 978.0=2.99\end{smallmatrix}}}
兩個重力只比的對數為8.95 - 2.99 = 5.96。所以：
{\displaystyle {\begin{smallmatrix}10^{5.96}\approx 912,000\end{smallmatrix}}}
8. ↑  根據维恩位移定律，黑體在此溫度的最強輻射波長為：
{\displaystyle {\begin{smallmatrix}\lambda _{b}=(2.898\times 10^{6}\operatorname {nm\ K} )/(35,500\ \operatorname {K} )\approx 82\,\end{smallmatrix}}} nm
這位於電磁波譜中的遠紫外線部分。

## 扩展阅读
- Davies, Ben, , 2006  [2007-06-01], （原始内容存档于2012-02-18） （页面存档备份，存于）
- Richmond, Michael, , The Amateur Sky Survey, 2005-04-08  [2007-06-07], （原始内容存档于2007-03-06） （页面存档备份，存于）
- Tzekova, Svetlana Yordanova, , ESO (European Organisation for Astronomical Research in the Southern Hemisphere), 2004  [2007-09-30], （原始内容存档于2012-05-20） （页面存档备份，存于）